# M15 Contraereo
M15 Contraereo или Semovente M15/42 Contraereo — зенитная самоходная установка итальянского производства времен Второй Мировой войны. В серийное производство запущена не была.

## История

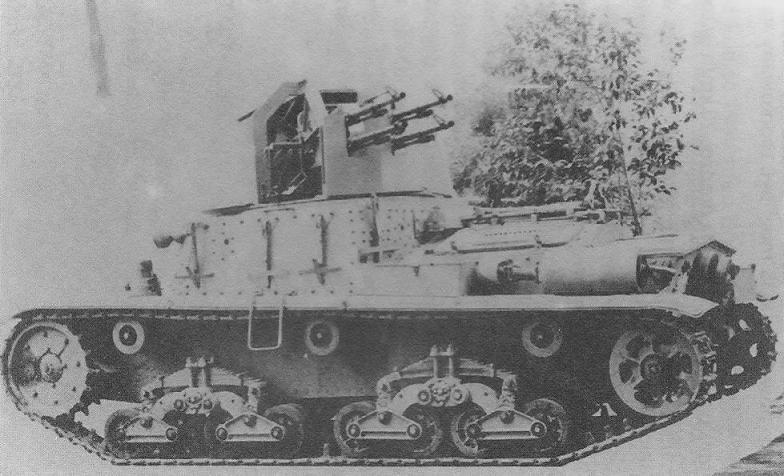
Прототип захваченный немцами в 1943 году

Расцвет создания и применения зенитных самоходных установок как класса боевого оружия пришёлся на Вторую Мировую войну, когда понадобилась подвижная защита колон броне- и автотехники от налёта вражеской авиации. В отличие от обычных небронированных, а потому легко уязвимых грузовиков с зенитными орудиями, ЗСУ создавались уже на базе бронированной техники: бронетранспортёров и танков. 
Итальянская армия воевавшая в Северной Африке сполна почувствовала на себе действия Британского военно-воздушного флота. Поэтому в 1942 году компания Ansaldo начала разработку зенитной самоходной установки.

Испытания M15 Contraereo проходившие в первые месяцы 1943 года были успешными. Тем не менее начать серийное производство этих машин итальянцы не успели. В сентябре 1943 года Италия вышла из войны, а единственный прототип M15 достался немцам оккупировавшим Север Италии.

## Технические особенности
Для создания M15 Contraereo был взят новейший тогда средний танк M15/42. Конструкция ЗСУ выглядела для того времени весьма прогрессивно, особенно это касалось вооружения. Вместо орудийной башни была смонтирована специальная вращающаяся на 360 градусов установка имевшая углы обстрела от -5 до +90 градусов, состоящая из счетверенных 20-мм корабельных автоматических орудий Scotti-Isotta Fraschini 20/70 со скорострельностью до 600 выстрелов в минуту. Вокруг установки находились бронированные листы с броней толщиной 14-42 мм, оригинальной формы. Крыши не было. Шасси танка, как и его корпус изменений практически не претерпели, лишь демонтировалась спарка 8-мм пулемётов "Бреда" находящаяся в специальной нише на лобовом листе корпуса, а сама ниша закрывалась бронелистом.